# Adam Miller
Adam Miller (Sydney, 22 juni 1984) is een Australische atleet, die is gespecialiseerd in de 100 m en de 200 m. Eenmaal nam hij deel aan de Olympische Spelen, maar bleef medailleloos.

## Biografie
In zijn tienerjaren deed Miller verschillende sporten, waaronder baseball en atletiek. Als gevolg van een blessure in het baseball besloot hij in 2001 zich volledig toe te leggen op atletiek.
Op de Olympische Spelen van 2004 in Athene liep hij in de eerste ronde een tijd van 21,31 s op de 200 m, waarmee hij laatste eindigde in zijn reeks en meteen uitgeschakeld werd.

## Persoonlijke records
| Onderdeel | Prestatie | Datum           | Plaats   |
| --------- | --------- | --------------- | -------- |
| 100 m     | 10,17 s   | 10 maart 2007   | Brisbane |
| 200 m     | 20,47 s   | 8 februari 2004 | Sydney   |

## Palmares

### 100 m
- 2002: 25e WJK - 10,58 s
- 2003: 14e Universiade - 10,81 s
- 2006:  Australische kamp. - 10,29 s
- 2007: 4e Universiade - 10,39 s

### 200 m
- 2002: 12e WJK - 21,39 s
- 2003: 9e Universiade - 21,30 s
- 2003:  Australische kamp. - 21,19 s
- 2004: 46e OS - 21,31 s

### 4 x 100 m
- 2002: 10e WJK - 40,51 s
- 2006: DNF in finale Gemenebestspelen
- 2007: 9e WK - 38,73 s